# 1369 Ostanina
1369 Ostanina este un asteroid din centura principală, descoperit pe 27 august 1935, de Pelagheia Șain.